# Glasmenageriet
Glasmenageriet är ett skådespel av Tennessee Williams, första gången uppsatt 1944, och utgivet 1945. Stycket handlar i stor utsträckning om livslögner och brustna illusioner. Pjäsens Tom Wingfield anses vara självbiografisk, medan Laura Wingfield ses som en framställning av Williams egen syster Rose och Amanda Wingfield av modern.

## Rollfigurer
- Amanda Wingfield, modern.
- Laura Wingfield, dottern.
- Tom Wingfield, sonen.
- Jim O'Connor, sonens arbetskamrat.
- (Mr. Wingfield, fadern.) Förekommer endast som ett stort porträtt.